# Burgruine Pichl

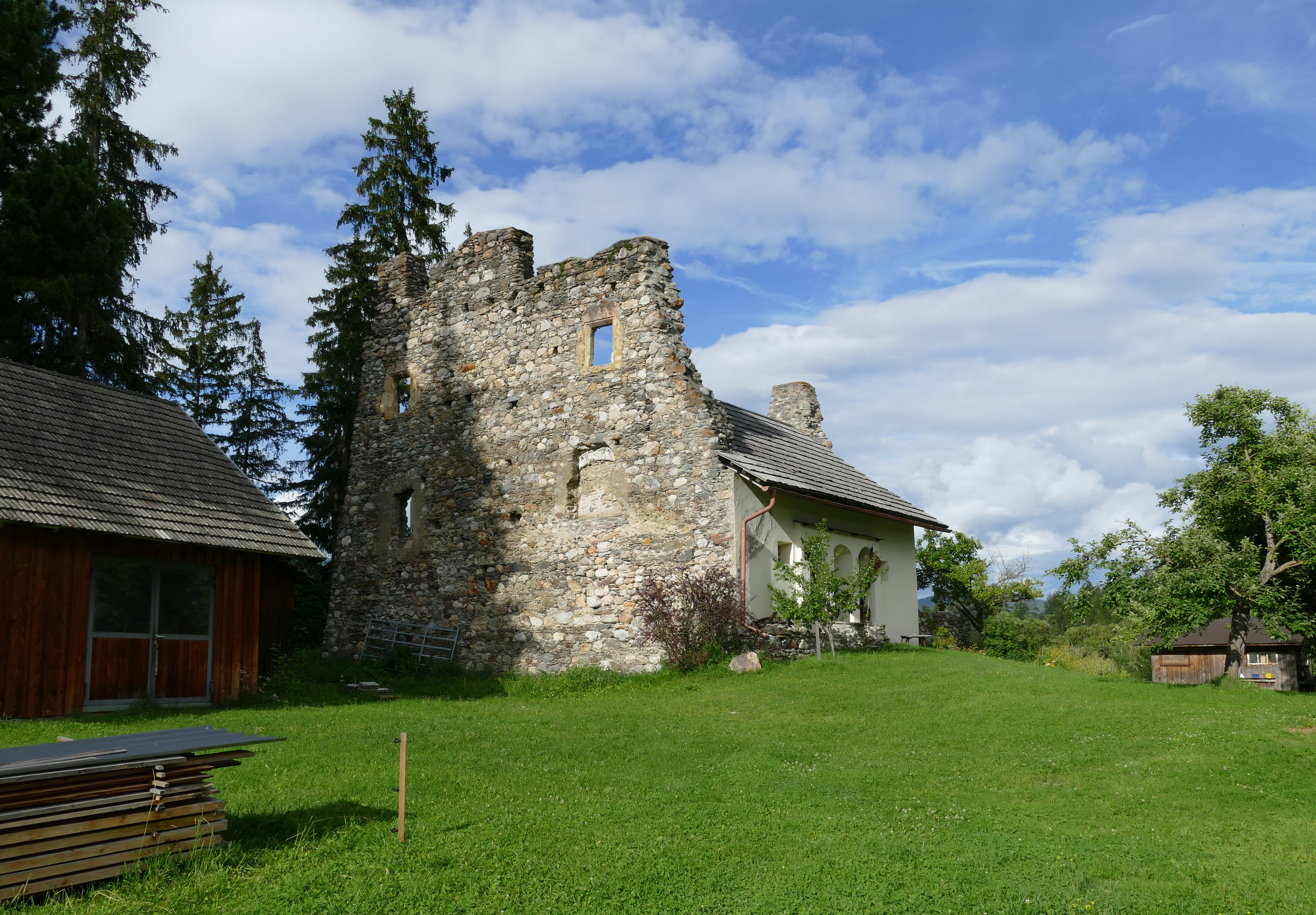
Erhaltene Mauer

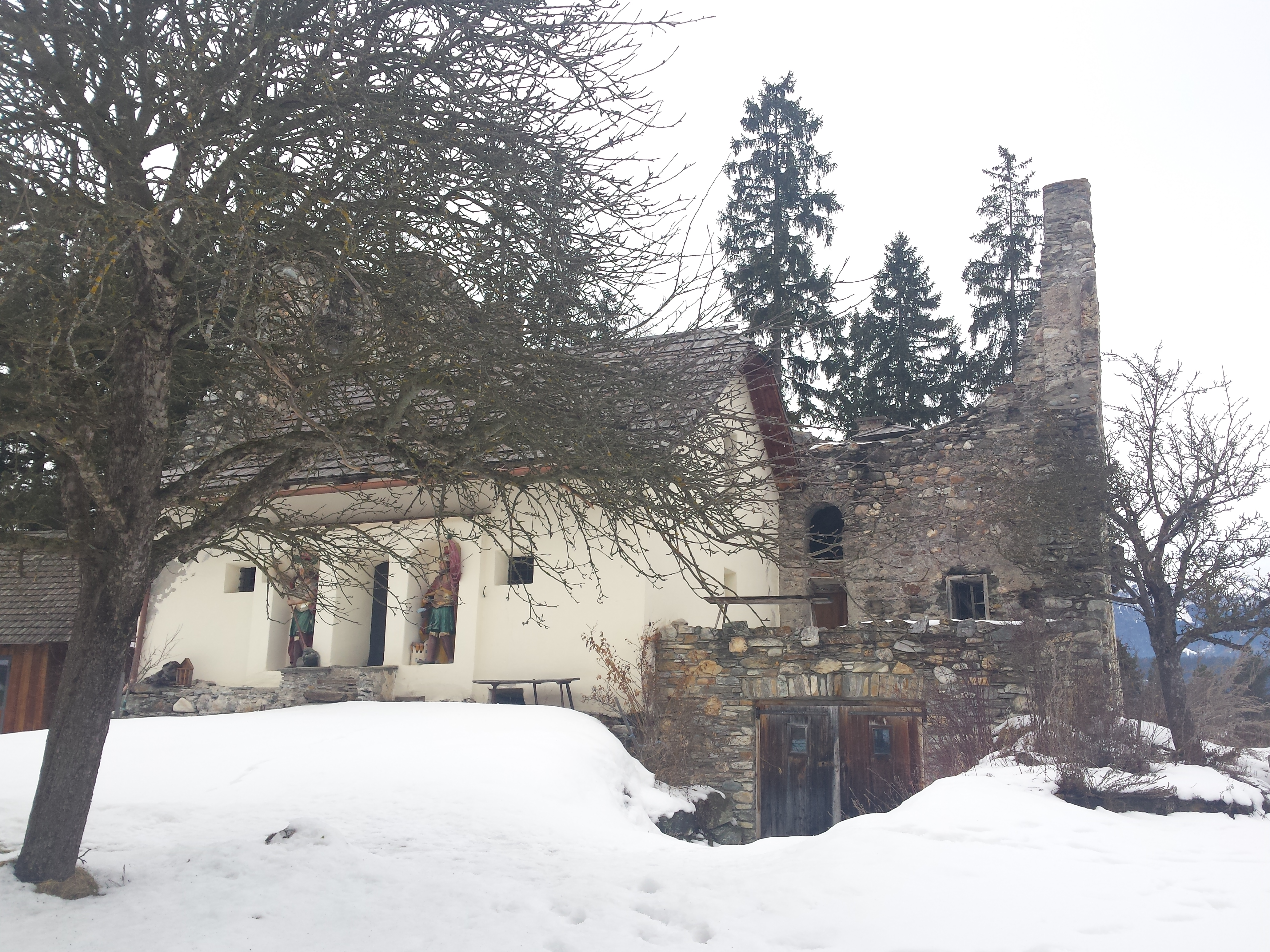
Burgruine Pichl

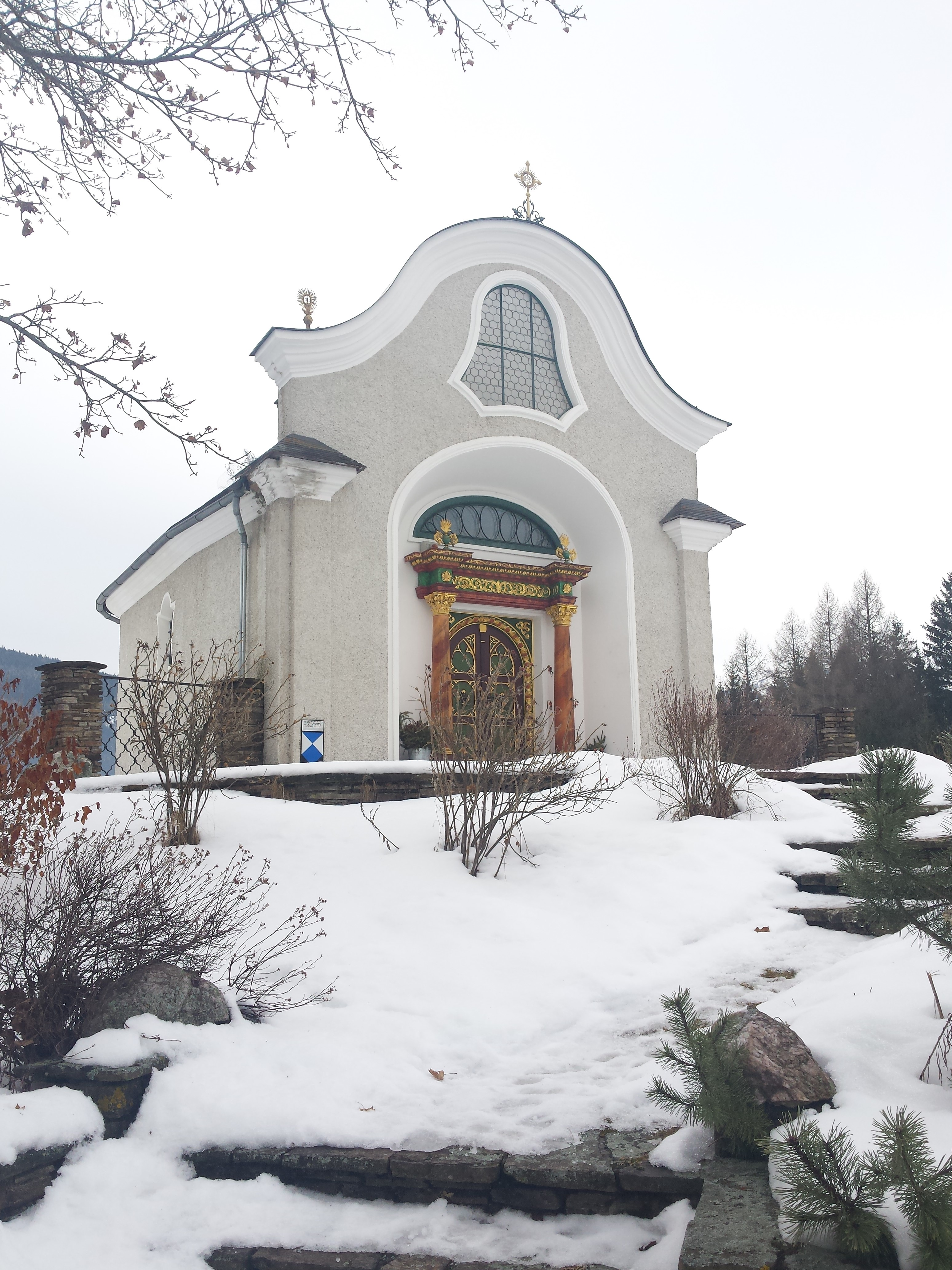
Kapelle

Die Burgruine Pichl (auch als Tannhauser Turm bezeichnet) liegt in der Gemeinde Mariapfarr im Lungau des Landes Salzburg (Pichl 10).

## Geschichte
Die Burg war der Stammsitz der Herren von Pichl. Von diesen wird 1123 Reginhard de Püchilarn genannt; aus dem Jahr 1141 ist ein Dionas von Pichleren und 1287 ein Heinrich von Pichl bekannt. Um 1360 geht der Besitz an Hans den Waldecker über. Dieser stammt vermutlich von der Burg Waldegg in der Untersteiermark. Dazumal wurde Pichl des Waldegkers Thurn und pau zu Pühel genannt. Sein Sohn Hans II. erbt 1403 den Turm. 1450 gelangt der Besitz an dessen Vetter Alexis, da Hans ohne Nachkommen verstorben war.
1466 kommt Konrad Thannhauser, z. T. durch Kauf und z. T. durch Übergabe, an den Turm und den umliegenden Grund. Nach dessen Tod († 1483, begraben in der Pfarrkirche von Mariapfarr) folgt ihm sein gleichnamiger Sohn nach; dieser war salzburgischer Rat und auch Pfleger von Moosham. Um 1485 kommt Pichl an Balthasar, den Bruder des Konrad Thannhauser. Dieser wird von seinem Sohn, ebenfalls mit dem Namen Balthasar († 1516), beerbt. Danach geht der Besitz an dessen Bruder Franz von Tannhausen. Franz von Tannhausen ist durch den Salzburger Bauernkrieg von 1526 bekannt. Er wollte mit einem Aufgebot von 700 Mann aus dem Lungau dem belagerten Radstadt zu Hilfe eilen, geriet aber am Tauernpass in einen Hinterhalt und verlor 200 Mann und musste umkehren. Vermutlich aus Rache für diese Unterstützung des Salzburger Erzbischofs Matthäus Lang von Wellenburg zündeten die Lungauer Bauern den Turm zu Pichl an. Die zeitweise verwaiste Burg wird erst 1546 wieder als bewohnbar bezeichnet. Franz von Tannhausen stirbt 1548 als Vizedom von Friesach. Von dessen Erben kauft 1630 der Lungauer Gewerke Karl Jocher den Turm und Hof zu Pichl. Ihm folgt Adam Jocher im Besitz nach. 1659 kommt der Besitz als Heiratsgut an dessen Tochter Johanna Maria, verehelichte von Plaz; diese Familie nennt sich in der Folge von Pichl. Diese haben ihren Hauptsitz im Schloss Höch bei Flachau, und in der Folge wurde der Turm zu Pichl dem Verfall preisgegeben.

## Burgruine Pichl heute
Die Reste der Burg Pichl stehen in unmittelbarer Nähe des Suppangutes am Rande einer gegen die Taurach abfallenden Terrasse. Pichl war ein für die Zeit typischer quadratischer Wohn- und Wehrturm. Erhalten ist eine teilweise viergeschoßige Mauer aus Schichtmauerwerk. Dafür wurde vor Ort vorfindbares Geschiebe- und Bruchsteinmaterial verwendet. Die gerundeten Fensterlaibungen im zweiten Obergeschoß wurden in Tuffstein von einer Lagerstätte in Weißpriach ausgeführt.
Im 19. Jahrhundert wurden ein Getreidekasten („Troadkasten“) und ein Keller eingefügt und an der Westseite ein (in der Zwischenzeit wieder abgebrochener) Schuppen hinzugebaut. Bei dem südlichen Eingang in den Troadkasten finden sich in zwei Wandnischen leicht überlebensgroße hölzerne Figuren des hl. Georg und des hl. Florian aufgestellt, beide wurden um 1900 in Stadl an der Mur in der Steiermark erworben. Im 20. Jahrhundert wurde im Osten ein Austraghaus an die Mauerreste angefügt. Die Burgruine steht seit 2012 unter Denkmalschutz.
Auf einer kleinen Anhöhe neben der Burg steht eine Kapelle, die Suppankapelle. Diese wurde 1872 in Holz erbaut, um hier die bei der Renovierung der Wallfahrtskirche Mariapfarr nicht mehr erwünschten barocken Seitenaltäre unterzubringen und damit zu retten. Nach etwa 90 Jahren musste sie vollständig erneuert werden, diesmal gemauert in historisierendem Stil.